# Аксёнов, Виктор Лазаревич
Виктор Лазаревич Аксёнов (род. 1947) — советский и российский физик, специалист в области структурных исследований нано- и биосистем с использованием источников нейтронов и синхротронного излучения, член-корреспондент РАН (2011). Лауреат Государственной премии Российской Федерации в области науки и техники.

## Биография
Родился 20 июня 1947 года в Якутске.
В 1970 году — окончил физический факультет Томского Государственного Университета имени В. В. Куйбышева, там же окончил аспирантуру и в 1974 году защитил кандидатскую диссертацию по специальности теоретическая и математическая физика.
В 1985 году — защитил докторскую диссертацию, в 1994 году — было присвоено учёное звание профессора.
Московском инженерно-физическом техническом университете.
C 1973 года — работает в Объединенном институте ядерных исследований (Дубна).
- 1973—1987 годы — в Лаборатории теоретической физики имени Н. Н. Боголюбова: младший, старший, ведущий научный сотрудник;
- 1987—2006 годы — в Лаборатории нейтронной физики имени И. М. Франка: заместитель директора, директор, начальник отдела, научный руководитель;
- с 2006 года по настоящее время — научный руководитель Лаборатории нейтронной физики имени И. М. Франка ОИЯИ, первый заместитель директора Российского научного центра «Курчатовский институт»;
- 2012—2015 годы — директор ПИЯФ.

В 2011 году — избран членом-корреспондентом РАН.
Входил в состав Совета при Президенте Российской Федерации по науке и образованию (2012—2015).

## Научная деятельность
Специалист в области структурных исследований нано- и биосистем с использованием источников нейтронов и синхротронного излучения.
Область научных интересов: физика конденсированных сред (магнетизм низкоразмерных структур, растворы жидкостей), нейтронография (рассеяние нейтронов, рефлектометрия поляризованных нейтронов)
Под его руководством и при непосредственном участии создано новое научное направление в структурной нейтронографии — нейтронная фурье-дифрактометрия по времени пролёта, предложен и разработан прецизионный метод исследования слоистых наноструктур — метод волноводного усиления магнитного рассеяния поляризованных нейтронов.
Под его руководством защищено 12 кандидатских и 4 докторские диссертации.
Основатель и заведующий кафедрой нейтронографии физического факультета МГУ (с 2000 года).
В 1990 году организовал в Дубне филиал кафедры физики твердого тела МИФИ.

### Научно-организационная деятельность
- заместитель председателя Национального комитета кристаллографов России;
- член редколлегий журналов РАН, ряда национальных и международных ученых советов;
- первый представитель России в Учёном совете Европейского нейтронного центра — Института им. Лауэ-Ланжевена (Франция) (1997—2001);
- председатель Программных комитетов международных и национальных конференций и школ;
- первый президент Российского нейтронографического общества (2004—2006);
- почётный член физического общества имени Роланда Этвоша (Венгрия) (1998).

## Общественная позиция
В феврале 2022 подписал открытое письмо российских учёных и научных журналистов с осуждением вторжения России на Украину и призывом вывести российские войска с украинской территории.

## Награды
- Орден Почёта (5 февраля 2024 года) — за большой вклад в развитие отечественной науки, многолетнюю плодотворную деятельность и в связи с 300-летием со дня основания Российской академии наук[3].
- Орден Дружбы (1996)
- Государственная премия Российской Федерации в области науки и техники (2000) — за разработку и реализацию новых методов структурной нейтронографии по времени пролёта с использованием импульсных и стационарных реакторов[4]
- Офицерский крест ордена Республики Польша (1995)